# Lorcières

Lorcières este o comună în departamentul Cantal, Franța. În 1 ianuarie 2022 avea o populație de 163 de locuitori.